# Александров, Сергей Леонидович
Сергей Леонидович Александров (укр. Сергій Леонідович Александров; 7 декабря 1973, Чебоксары — 21 февраля 2018, Нижний Новгород) — советский, украинский и российский футболист, выступавший на позиции вратаря. Мастер спорта. Сыграл один матч в высшей лиге Украины.

## Биография

### Клубная карьера
Воспитанник ДЮСШ Чебоксарского агрегатного завода. На взрослом уровне начал выступать в 16-летнем возрасте в составе чебоксарской «Стали» во второй лиге СССР.
В 1991 году перешёл в тернопольскую «Ниву», в её составе сыграл 12 матчей в последнем сезоне чемпионата СССР во второй лиге. 22 ноября 1992 года сыграл свой единственный матч в высшей лиге Украины против «Вереса», также принял участие в одном матче Кубка Украины.
В 1993 году вернулся в Россию и в течение сезона выступал за дубль московского «Локомотива», затем выступал в одном из низших дивизионов Болгарии за «Пирин» (Гоце-Делчев). В 1995 году числился в нижнекамском «Нефтехимике», но ни разу не вышел на поле.
В дальнейшем выступал в третьем и втором дивизионах России за «Кристалл» (Сергач), оренбургский «Газовик», владивостокский «Луч», «Торпедо» из Волжского и магнитогорский «Металлург», ни в одном из этих клубов не провёл более двух сезонов. В 30-летнем возрасте завершил профессиональную карьеру и затем ещё около 10 лет выступал за любительские команды Поволжья.
Выступал в любительской лиге 8х8 за команду «Эстет» (Чебоксары), там же работал детским тренером.

### Карьера в сборной
28 октября 1992 года принял участие в матче молодёжной сборной Украины против сверстников из Белоруссии, закончившемся нулевой ничьей.
После возвращения в Россию играл за юношескую сборную страны, в её составе стал четвертьфиналистом молодёжного чемпионата мира 1993 года.
Скончался 21 февраля 2018 года в возрасте 44 лет.